# Черо Танаро
Черо Танаро (итал. Cerro Tanaro) је насеље у Италији у округу Асти, региону Пијемонт.
Према процени из 2011. у насељу је живело 615 становника. Насеље се налази на надморској висини од 110 м.

## Становништво
Према резултатима пописа становништва 2011. у општини је живело 670 становника.
| 1936. | 1951. | 1961. | 1971. | 1981. | 1991. | 2001. | 2011. |
| ----- | ----- | ----- | ----- | ----- | ----- | ----- | ----- |
| 854   | 774   | 632   | 589   | 556   | 584   | 592   | 670   |